# Michela Bovolenta
 (août 2025).
Motif : Cf. Discussion:Michela Bovolenta#Admissibilité
- Archive Wikiwix
- Bing
- Cairn
- DuckDuckGo
- E. Universalis
- Gallica
- Google
- G. Books
- G. News
- G. Scholar
- Persée
- Qwant
- (zh) Baidu
- (ru) Yandex
- (wd) trouver des œuvres sur Wikidata

| 1. | Préciser le motif de la pose du bandeau. | Précisez le motif de la pose du bandeau en utilisant la syntaxe suivante : {{admissibilité à vérifier\|date=août 2025\|motif=remplacez ce texte par le motif}}                         |
| 2. | Informer les utilisateurs concernés.     | Pensez à avertir le créateur de l'article, par exemple, en insérant le code ci-dessous sur sa page de discussion : {{subst:avertissement admissibilité à vérifier\|Michela Bovolenta}} |

Michela Boloventa, née en 1968, est une syndicaliste et féministe suisse.
Secrétaire centrale du Syndicat des services publics depuis 2003, elle est l'une des organisatrices de la grève des femmes du 14 juin 2019.

## Biographie

### Origines et famille
Michela Boloventa naît en 1968 au Tessin.
Elle passe son enfance à Tenero, dans le même canton. Sa mère, l'une des premières Suissesses détentrice d'un CFC de vendeuse, tient le foyer familial ; son père est un immigré italien, ouvrier dans une usine de papier. 
Elle est mariée et mère de deux enfants. 

### Formation et parcours professionnel
Michela Boloventa fait des études de sciences politiques à l'Université de Lausanne, dont elle sort diplômée en 1990.
Elle souhaite devenir journaliste, mais s'oriente par goût de l'action dans une carrière syndicaliste. Elle est secrétaire centrale du Syndicat des services publics depuis 2003 et coprésidente[Depuis quand ?] de la commission féminine de l’Union syndicale suisse.

### Actions syndicales et politiques
Michela Boloventa est en 1998 l'organisatrice de la grève des employés de la section publique du canton de Vaud contre les mesures d'économies.
Elle s'implique dans le collectif Grève des femmes, afin d'organiser une répétition en 2019 de la grève des femmes du 14 juin 1991 en Suisse pour revendiquer l'égalité salariale entre hommes et femmes,. En 2018, elle reçoit avec ledit collectif le prix Courrier des droits humains décerné par le journal Le Courrier pour son implication dans l'organisation de cette grève,.
Elle est membre du comité contre la Prévoyance vieillesse 2020, un projet de réforme de l'assurance-vieillesse et survivants.